# Чандрашехар Агаше
Чандрашехар Агаше (14 лютого 1888, Бхор — 9 червня 1956, Пуне) — індійський промисловець і юрист, засновник Brihan Maharashtra Sugar Syndicate Ltd. («Цукровий синдикат Бріхан Махараштра»). Керував підприємством від його становлення у 1934 році аж до смерті.

## Із життєпису
Народився в родині чиптаванських брахманів Говінда Агаше II і Радхабай Агаше, де був старшим із чотирьох дітей. Після смерті батька у 1899 році маєток перейшов до його родичів і сім'я була змушена у 1900 році його залишити, 12-річний Чандрашер влаштувався на роботу у поштове відділення. У 1905 році почав відвідувати школу в Пуне, у 1914 році отримав ступінь бакалавра у коледжі. У 1914 році одружився з дівчиною з родини Ґокхале, після заміжжя — Індірабай Агаше. У пари народилося 11 дітей, з яких дожили до повноліття 9.